# Нярья, Леонид-Рикхард Иванович
Леонид-Рикхард (Лео) Иванович Нярья (Нарья) (карел. Leo Närjä; 9 июня 1945, Пряжинский район, Карелия — 1 апреля 1993, Петрозаводск) — карельский актёр, режиссёр, драматург, заслуженный артист Карельской АССР (1986).

## Биография
Родился в деревне Сыссойла Пряжинского района Карело-Финской ССР.
Окончил студию при Финском драматическом театре.
С 1960-х годов — актёр Финского драматического театра в Петрозаводске. Выступал в составе вокального ансамбля «Манок».
Автор пьесы "Huikkua pajuo, karjalaine!" («Спой песню, карел!», 1991), поставленной в Национальном театре Республики Карелия.

## Семья
- Жена — актриса Эйла Нярья (Хидман),
- Дочь — актриса Элли Нярья.